# Ancistroplax nasuta
Ancistroplax nasuta är en insektsart som beskrevs av Johnson 1964. Ancistroplax nasuta ingår i släktet Ancistroplax och familjen gnagarlöss. Inga underarter finns listade i Catalogue of Life.